# Orangestar
Orangestar（オレンジスター、1997年8月20日 - ）は、音声合成ソフトVOCALOIDをボーカルに用いたオリジナル楽曲を発表している音楽プロデューサー、ボカロP。別名は蜜柑星P。配偶者はクリエイターの夏背。

## 概要
主にニコニコ動画やYouTubeなどの動画投稿サイトにVOCALOIDをボーカルに用いたオリジナル楽曲を投稿している。
代表曲に『アスノヨゾラ哨戒班 (feat. IA) 』、『DAYBREAK FRONTLINE (feat. IA) 』等がある。
名前の由来は好きな「未完成」という言葉から、蜜柑（みかん）+星（せい）→Orange+starと派生した言葉遊び。かつては「LacieLAB」という別名義でも活動していた。
イラストレーターで末日聖徒イエス・キリスト教会の教会員でイラストを担当するM.Bと共同で作品を作ることが多い。

## 経歴
2013年4月1日にYouTubeに『ノラボク』が投稿され、これが初投稿となった。
2015年4月22日にそれまで投稿された曲や新曲などを収録した1stアルバム『未完成エイトビーツ』がSubcul-rise Recordより発売された。
2016年11月5日に『未収録OSC』がTHE VOC@LOiD M@STER 36にて販売された。
2017年1月18日に1stアルバムから約1年9か月ぶりとなる2ndアルバム『SEASIDE SOLILOQUIES』がU&R recordsより発売された。
2017年8月11日にはこれまでの没作や未発表の過去曲を収録した『UNDEVELOPED FLOWER-PLANET』が歌い手のめありーによって通販サイトBOOTHのコミックマーケット92のWeb上で頒布された。
2017年8月31日に『快晴』が投稿された後、2017年から2019年まで末日聖徒イエス・キリスト教会の教会員としてアメリカ合衆国カリフォルニア州リバーサイドで宣教師として約2年間奉仕活動を行うため、音楽活動を一時休止していた。
2019年に帰国してからは2020年4月16日に『Sunflower』を投稿した後に、2020年5月21日に新曲『Henceforth』をYouTube、ニコニコ動画で公開して正式に活動を再開した。
2020年12月20日にクリエイターであり、『Sunflower』において作詞、歌唱、イラストを担当した夏背と結婚した事をそれぞれのTwitterで明らかにした。
2021年1月10日、iOSおよびAndroid用ゲームアプリ『プロジェクトセカイ カラフルステージ! feat. 初音ミク』に書き下ろし楽曲である『霽れを待つ』が追加された。また、同日にアプリ内のキャラクターが歌唱するセカイver.の動画をプロジェクトセカイ公式YouTubeチャンネルで公開している。
2021年7月15日、「Surges (feat.夏背 & ルワン)」が起用されたカロリーメイトweb movie「夏がはじまる。」篇がYouTubeの大塚製薬 公式チャンネルにて公開された。
また、2021年8月12日に自身のチャンネルでも公開し、2021年8月23日にはVOCALOIDのIA&初音ミクのカバーも公開された。
2022年8月5日に5年ぶり自身2回目となるワンマンライブ「UNDEFINED SUMMER NOISE」を東京ガーデンシアターで開催。チケット1次先行受け付けにて、予想以上の申し込みがあったことから、会場は当初予定されていた豊洲PITから変更になった。
2023年6月16日には、これまでにシングル曲として配信されていた『Henceforth』『快晴』『ノクティルーカ』などを収録した3rdアルバム『And So Henceforth,』を2023年8月30日に発売することが発表された。
2023年12月9日、東京国際フォーラムにて開催されたオーケストラ&バンドライブ「Trio Colors Odyssey」にかいりきベア、みきとPらとともに出演。Orangestar曲の歌い手としてはSurgesなどで歌唱を務めた夏背と遼遼が登場した。
2024年2月16日、Project VOLTAGEによるポケモンと初音ミクのコラボ企画『ポケモン feat.初音ミク』に『Encounter』を提供。約2年ぶりのMV付き新曲発表となった。作曲を同氏、作詞を同氏とProject VOLTAGE、イラストをM.B、ギターを遼遼が担当。
2024年4月17日、『Surges』でNexTone Award 2024・YouTube賞を受賞。
2024年6月28日、自身初となる東名阪でのワンマンライブ「"And So Henceforth," Tour」の開催を発表。また、この公演限定グッズとしてOrangestar本人と夏背、遼遼の歌唱によるミニアルバム「Postscript」も発売された。

## ディスコグラフィ

### アルバム
|     | 発売日        | タイトル            | レーベル           | 規格品番   | 最高位 |
| --- | ------------- | ------------------- | ------------------ | ---------- | ------ |
| 1st | 2015年4月22日 | 未完成エイトビーツ  | Subcul-rise Record | SCGA-00030 | 45位   |
| 2nd | 2017年1月18日 | SEASIDE SOLILOQUIES | U&R records        | DUED-1206  | 26位   |
| 3rd | 2023年8月30日 | And So Henceforth,  | ポニーキャニオン   | PCCA-06218 |        |

### 配信限定シングル
| 発売日        | タイトル                          |
| ------------- | --------------------------------- |
| 2020年5月28日 | 快晴 feat.IA                      |
| 2020年6月5日  | Henceforth feat.IA                |
| 2020年6月5日  | シンクロナイザー (Video Ver.)     |
| 2020年6月5日  | Sunflower feat. 夏背.             |
| 2021年1月3日  | Nadir                             |
| 2021年1月11日 | 霽れを待つ                        |
| 2021年8月12日 | Surges / Orangestar, 夏背.&ルワン |
| 2021年8月25日 | Surges                            |
| 2022年2月20日 | ノクティルーカ                    |
| 2024年2月16日 | Encounter                         |

## 楽曲提供
- ウォルピスカーター
  - 時ノ雨、最終戦争（作詞・作曲・編曲）[23]
  - オーバーシーズ・ハイウェイ（作詞・作曲／ウォルピスカーターと共作詞）[24]
- Sou
  - 新世界LIVE（作詞・作曲・編曲）[25]
- めありー
  - サンダルリープ（作詞・作曲・編曲）[26]
- Leo/need (プロジェクトセカイ)
  - 霽れを待つ（作詞・作曲・編曲）[27]
- 夏背
  - 灯台[28]
  - MOON-VINE[29]
  - 夜蝉[30]
  - Sunflower（作詞/作画：夏背、作曲：Orangestar）[31]

## ライブ

### 単独公演
| 年     | 公演名                    | 公演日  | 会場                          | 備考                                                      |
| ------ | ------------------------- | ------- | ----------------------------- | --------------------------------------------------------- |
| 2017年 | Daydream Sky Orchestra    | 4月1日  | 東京・上野音横丁              | 初ライブ                                                  |
| 2022年 | UNDEFINED SUMMER-NOISE    | 8月5日  | 東京・東京ガーデンシアター    | 予想を超える大幅な申し込み数により、豊洲PITから会場を変更 |
| 2024年 | "And So Henceforth," Tour | 6月28日 | 愛知・愛知県芸術劇場 大ホール | 初の東名阪ツアー                                          |
| 2024年 | "And So Henceforth," Tour | 7月5日  | 大阪・オリックス劇場          | 初の東名阪ツアー                                          |
| 2024年 | "And So Henceforth," Tour | 7月19日 | 東京・東京ガーデンシアター    | 初の東名阪ツアー                                          |

### 参加公演
| 年     | 公演名                    | 公演日   | 会場                             | 備考                                                |
| ------ | ------------------------- | -------- | -------------------------------- | --------------------------------------------------- |
| 2022年 | PARTY A GO-GO & COUNTDOWN | 12月31日 | 東京・ヒューリックホール東京     | IA 10周年記念ライブ                                 |
| 2023年 | Trio Colors Odyssey       | 12月9日  | 東京・東京国際フォーラム ホールA | かいりきベア、みきとPとのオーケストラ＆バンドライブ |

## タイアップ
| 起用年 | 楽曲                         | タイアップ                                              |
| ------ | ---------------------------- | ------------------------------------------------------- |
| 2021年 | Surges (feat. 夏背 & ルワン) | カロリーメイト Web動画「夏がはじまる。」編 テーマソング |

## 出演

### インターネット番組
- にゃ〜じっくすてーしょん（2020年8月7日） - ゲスト